# Ingela Mathiasson
Ingela Mathiasson, född 21 mars 1961 i Ljungbyhed, är en svensk officer i Flygvapnet.

## Biografi
Mathiasson blev officer i flygvapnet 1981 vid Flygvapnets väderskola. Åren 1985-1987 började hon sin karriär i Flygvapnet som meteorolog  på Skaraborgs flygflottilj (F 7). Efter ett par år då hon tjänstgjort som lärare i strategi vid Försvarshögskolan och som sektionschef vid strategiledningens utvecklingsavdelning vid Högkvarteret, återkom hon till flottiljen och var där stabschef åren 2002–2003. År 2003 utnämndes hon till överste, och blev ställföreträdande chef för flottiljen åren 2003–2004. Åren 2004–2008 var hon chef inom underrättelse- och säkerhetstjänsten vid operativa insatsledningen. Den 1 januari 2009 tillträdde hon rollen som flottiljchef för Skaraborgs flygflottilj (F 7). Hon lämnade flottiljen den 16 september 2012, och tillträdde tjänsten som chef för produktionsledningens flygvapenavdelning. Den 15 maj 2013 utnämndes hon till ställföreträdande chef för ledningsstabens inriktningsavdelning vid Högkvarteret. Brigadgeneral Mats Engman tog över posten 1 januari 2014. Försvarsmakten ställde Mattiasson till Försvarets materielverks (FMV) förfogande för tidsbegränsad anställning som yrkesofficer från den 19 oktober 2015 och tillsvidare, dock längst till och med 30 september 2019. Vid tillträdandet på befattningen befordrades Mattiasson till brigadgeneral. Mathiasson beviljades tjänstledighet för tjänstgöring vid FMV som chef för verksamhetsområde flygmateriel från 1 januari 2022 tills vidare, dock längst till 31 mars 2023. Hon beviljades tjänstledighet för tjänstgöring vid FMV som rådgivare från 1 april tills vidare, dock längst till 31 december 2023. Tjänstledigheten förlängdes våren 2023 till den 31 december 2023.
Ingela Mathiasson invaldes 2016 som ledamot av Kungliga Krigsvetenskapsakademien.

## Utmärkelser
- Flygvapenfrivilligas förtjänsttecken (FVRFGFt)[8]